# Black Adam (film)
Black Adam – amerykański fantastycznonaukowy film akcji na podstawie serii komiksów o superbohaterze o tym samym pseudonimie wydawnictwa DC Comics. Reżyserem filmu jest Jaume Collet-Serra, a scenarzystami Adam Sztykiel, Rory Haines i Sohrab Noshirvani. Tytułową rolę gra Dwayne Johnson, a obok niego w rolach głównych występują: Aldis Hodge, Noah Centineo, Sarah Shahi, Marwan Kenzari, Quintessa Swindell, Bodhi Sabongui i Pierce Brosnan.
Jest on częścią DC Extended Universe i jedenastym filmem należącym do tej franczyzy. Światowa premiera filmu miała miejsce 3 października 2022 w Meksyku, natomiast dla szerszej publiczności zadebiutował 21 października tego samego roku. Film spotkał się z mieszaną reakcją krytyków.

## Streszczenie fabuły
W 2600 roku p.n.e., despotyczny król Kahndaq, Ahk-Ton, stworzył z minerału zwanego Eternium Koronę Sabbac, dającą jej nosicielowi wielką moc. Po próbie wzniecenia buntu, młody chłopiec otrzymuje od Rady Czarodziejów moce Shazama. Staje się on bohaterem Kahndaq i zabija Ahk-Tona, kończąc jego panowanie.
Jakiś czas później, Kahndaq jest prześladowane przez Intergang. Archeolog Adrianna Tomaz próbuje zlokalizować Koronę Sabbaca z pomocą swojego brata Karima i kolegów, Samira i Ishmaela. Po odnalezieniu artefaktu, cała trójka wpada w zasadzkę, przygotowaną przez Intergang. Adrianna odczytuje inkantację, wybudzającą Teth-Adama, którego uważa za starożytnego mistrza Kahndaq. Adam następnie zabija większość oddziałów Intergangu.
Amanda Waller dowiaduje się o incydencie i kontaktuje się z Carterem Hallem / Hawkmanem i JSA (Justice Society of America) (w składzie Kent Nelson / Doctor Fate, Maxine Hunkel / Cyclone i Albert „Al” Rothstein / Atom Smasher), aby pomogli w zatrzymaniu Adama. JSA przybywa na czas, aby powstrzymać Adama przed dokonaniem dalszych zniszczeń w mieście i oddziałach Intergangu. JSA wyjaśnia Adriannie, że Adam nie był bohaterem, lecz szaleńcem, który został uwięziony, a nie pogrzebany.
Ishmael okazuje się być liderem Intergangu i ściga nastoletniego syna Adrianny, Amona, który ukradł Koronę Sabacca. Udaje się mu ją ukryć, a Adam, Adrianna i JSA zamierzają jej użyć do wymiany za Amona. Docierają do Ishmaela, który ujawnia, że jest ostatnim potomkiem króla Ahk-Tona i żąda korony, chcąc zająć należne mu miejsce na tronie. Adrianna mu ją daje, by uratować życie swojego syna. Ishmael mimo wszystko strzela do Amona, a Adam, próbując uratować Amona, traci nad sobą kontrolę i niszczy cały obiekt, zabijając Ishmaela.
Targany poczuciem winy, Adam ucieka do ruin Ahk-Ton, natomiast Hawkman podąża za nim. Adam zdradza, że legendy o bohaterze Kahndaq zostały opowiedziane błędnie; chodziło o syna Adama, Huruta, który otrzymał moce Shazama i stał się bohaterem Kahndaq. Wiedząc, że Hurut był niepokonany, poplecznicy Ahk-Tona postanowili zabić rodzinę Huruta, w tym Adama i jego żonę. Kiedy Hurut znajduje Adama w stanie krytycznym, przekazuje mu swoje moce, aby uratować jego życie. Jednocześnie wierzy, że Adam będzie bohaterem, którego Kahndaq potrzebuje. Wysłannicy Ahk-Tona zabijają Huruta, doprowadzając Adama do szału, w którym zabija wszystkich i nieumyślnie przynosi zniszczenie całemu Kahndaq. W konsekwencji Adam zostaje wezwany przez Radę Czarodziejów i uwięziony.
Czując się niezdolnym do bycia prawdziwym bohaterem, Adam poddaje się JSA, którzy zabierają go do więzienia Task Force X. Wkrótce potem Fate ma wizję nadchodzącej śmierci Hawkmana. Gdy grupa wraca do miasta, zdają sobie sprawę, że Ishmael chciał, aby Adam go zabił, gdy nosił Koronę Sabbaca, aby mógł odrodzić się jako nosiciel samego demona Sabbaca. Tak też się staje i Ishmael powraca do życia jako Sabbac.
Sabbac wzywa Legion Piekła, aby zaatakował Kahndaq, ale Amon, wraz z Adrianną i Karimem, zbierają ludzi, aby pomogli go odeprzeć. JSA przygotowuje się do walki z demonem w ruinach Ahk-Ton, ale Fate tworzy magiczne pole siłowe, które uniemożliwia Hawkmanowi, Cyclone i Atom Smasherowi wejścia i ujawnia, że śmierci Hawkmana można uniknąć poprzez jego własną śmierć. Fate następnie walczy z Sabbaciem w pojedynkę, jednocześnie używając projekcji astralnej, w celu uwolnienia Adama. Sabbac zabija Fate’a, powodując zniknięcie pola siłowego i umożliwiając pozostałym wejście. Następnie przybywa Adam i walczy z demonem, ostatecznie zabijając go. JSA następnie godzi się z Adamem, który przyjmuje nową rolę: obrońcy i władcy Kahndaq, a także nowe imię, Black Adam.
W scenie między napisami, Waller ostrzega Adama, aby nie ważył się nigdy opuścić Kahndaq. Następnie przybywa do niego Superman i sugeruje, że powinni sobie coś wyjaśnić.

## Obsada
- Dwayne Johnson jako Teth-Adam / Black Adam, superzłoczyńca i antybohater, który jest przeciwnikiem Shazama i posiada te same moce, co on od czarodzieja[6][7].
- Aldis Hodge jako Carter Hall / Hawkman, archeolog, który jest reinkarnacją egipskiego księcia, potrafi latać dzięki metalowym skrzydłom, posługuje się maczugą[8].
- Noah Centineo jako Albert Rothstein / Atom Smasher, człowiek, który potrafi kontrolować swoją strukturę molekularną i manipulować swoim rozmiarem i siłą[9].
- Sarah Shahi jako Adrianna Tomaz, nauczycielka uniwersytecka, działająca w ruchu oporu Kahndaq[10].
- Marwan Kenzari jako Ishmael Gregor / Sabbac, przywódca organizacji przestępczej Intergang, opętany przez demona[11][12][13].
- Quintessa Swindell jako Maxine Hunkel / Cyclone, wnuczka Abigail Hunkel, która potrafi kontrolować wiatr i generować dźwięk[14].
- Bodhi Sabongui jako Amon Tomaz, syn Adrianny[15].
- Pierce Brosnan jako Kent Nelson / Doctor Fate, syn archeologa, który nauczył się magii[16].

Dodatkowo Viola Davis, Jennifer Holland i Djimon Hounsou powtarzają swoje role z wcześniejszych produkcji DCEU, jako, odpowiednio, Amanda Waller, Emilia Harcourt i czarodziej Shazam. Mohammed Amer gra Karima, brata Adrianny. Henry Winkler pojawia się jako Al Pratt, wujek Atom Smashera, poprzedni Atom. W pozostałych rolach wystąpili m.in. James Cusati-Moyer i Uli Latukefu.
W scenie między napisami w roli cameo wystąpił Henry Cavill jako Kal-El / Clark Kent / Superman, który powtórzył swoją rolę z wcześniejszych produkcji franczyzy.

## Produkcja

### Rozwój projektu

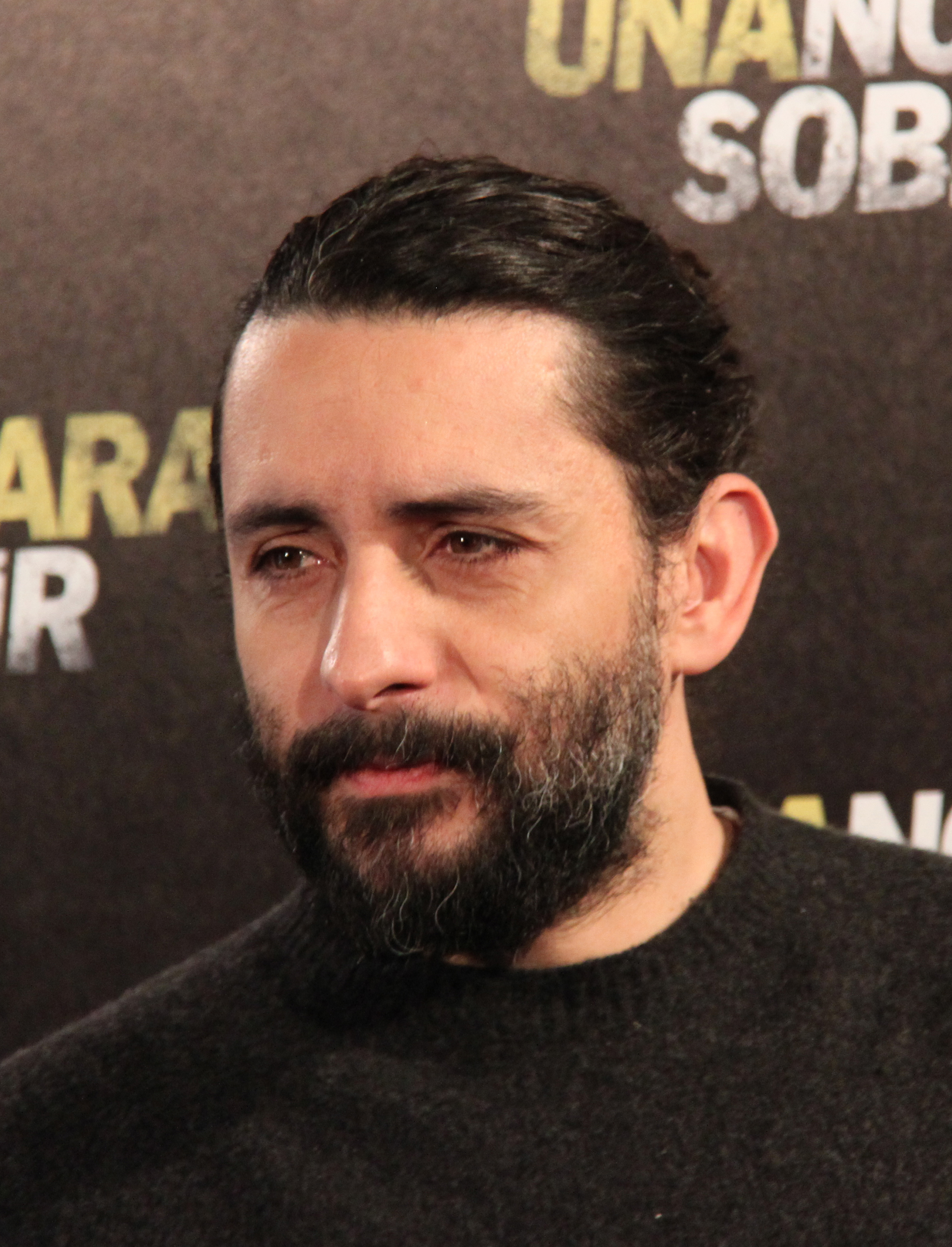
Jaume Collet-Serra, reżyser filmu

Początkowo Black Adam miał być głównym antagonistą w filmie Shazam! z 2019 roku, a solowy film o tym antybohaterze miał być jego spin-offem. Studio zdecydowało się jednak na rozdzielenie tej historii. W październiku 2017 roku Adam Sztykiel został zatrudniony do napisania scenariusza. W czerwcu 2019 roku poinformowano, że Jaume Collet-Serra zajmie się reżyserią filmu. Ujawniono wtedy też, że Beau Flynn, Dwayne Johnson, Hiram Garcia i Dany Garcia będą producentami filmu, New Line Cinema, FlynnPictureCo. i Seven Bucks Productions będą studiami zaangażowanymi w jego produkcję. W listopadzie Warner Bros. Pictures wyznaczyło datę amerykańskiej daty premiery na 21 grudnia 2021 roku. We wrześniu 2020 roku ujawniono, że Rory Haines i Sohrab Noshirvani zajmą się poprawkami scenariusza. Miesiąc później studio usunęło datę premiery filmu z kalendarza wydawniczego wskutek pandemii COVID-19. Pod koniec marca 2021 roku studio ustaliło nową datę premiery na 29 lipca 2022 roku.

### Casting
We wrześniu 2014 roku poinformowano, że Dwayne Johnson został obsadzony jako Black Adam w filmie Shazam!. W styczniu 2017 roku ujawniono, że aktor ma wystąpić w solowej produkcji, a w lipcu wyjawiono, że nie wystąpi on jednak w filmie o Shazamie. W lipcu 2020 roku do obsady dołączył Noah Centineo jako Albert Rothstein / Atom Smasher. We wrześniu poinformowano, że Aldis Hodge zagra Cartera Halla / Hawkmana. W następny miesiącu ujawniono, że Sarah Shahi zagra w filmie. W grudniu do obsady dołączyła Quintessa Swindell jako Maxine Hunkel / Cyclone. W marcu 2021 roku poinformowano, że Pierce Brosnan zagra Doctora Fate’a. W kwietniu ujawniono, że w filmie zagrają James Cusati-Moyer i Bodhi Sabongui. W październiku ujawniono, że w filmie wystąpi także Djimon Hounsou jako Shazam.

### Zdjęcia
Zdjęcia do filmu rozpoczęły się 9 kwietnia 2021 roku w Georgii. Odpowiadał za nie Lawrence Sher. Początkowo miały się one rozpocząć w lipcu 2020 roku, jednak zostały one przesunięte wskutek pandemii koronawirusa. 15 lipca Dwayne Johnson poinformował, że zdjęcia z jego udziałem zostały zakończone, a pozostała ekipa będzie je kontynuować jeszcze przez kilka tygodni w Los Angeles. Prace na planie zakończyły się w sierpniu 2021.

## Muzyka
W lipcu 2022 roku ogłoszono, że muzykę do filmu skomponuje Lorne Balfe, który wcześniej pracował m.in. przy trylogii Mrocznego Rycerza oraz przy Lego Batman: Film. Motywy Black Adama oraz Justice Society zostały wydane przez WaterTower Music jako single odpowiednio 29 września i 7 października, a pełna ścieżka dźwiękowa została wydana 14 października.
| Black Adam (Original Motion Picture Soundtrack) – 2022 | Black Adam (Original Motion Picture Soundtrack) – 2022 | Black Adam (Original Motion Picture Soundtrack) – 2022 |
| Nr                                                     | Tytuł utworu                                           | Długość                                                |
| ------------------------------------------------------ | ------------------------------------------------------ | ------------------------------------------------------ |
| 1.                                                     | „Teth-Adam”                                            | 3:33                                                   |
| 2.                                                     | „Kahndaq”                                              | 6:09                                                   |
| 3.                                                     | „The Awakening”                                        | 3:04                                                   |
| 4.                                                     | „The Revolution Starts”                                | 1:29                                                   |
| 5.                                                     | „Introducing the JSA”                                  | 4:41                                                   |
| 6.                                                     | „Shaza-Superman”                                       | 2:23                                                   |
| 7.                                                     | „Our Only Hope”                                        | 2:06                                                   |
| 8.                                                     | „Change Your Name”                                     | 1:27                                                   |
| 9.                                                     | „What Kind of Magic?”                                  | 2:10                                                   |
| 10.                                                    | „Is It the Champion?”                                  | 0:57                                                   |
| 11.                                                    | „Your Enemies”                                         | 1:50                                                   |
| 12.                                                    | „Black Adam Spotted”                                   | 1:37                                                   |
| 13.                                                    | „Not Interested”                                       | 1:41                                                   |
| 14.                                                    | „Just Say Shazam”                                      | 4:11                                                   |
| 15.                                                    | „Ancient Palace”                                       | 3:15                                                   |
| 16.                                                    | „Little Man”                                           | 1:40                                                   |
| 17.                                                    | „Time to Go”                                           | 1:35                                                   |
| 18.                                                    | „Release Him”                                          | 0:56                                                   |
| 19.                                                    | „Father & Son”                                         | 3:36                                                   |
| 20.                                                    | „Black Adam Theme”                                     | 3:57                                                   |
| 21.                                                    | „Fly Bikes”                                            | 3:25                                                   |
| 22.                                                    | „Nanobots”                                             | 1:33                                                   |
| 23.                                                    | „Through the Wall”                                     | 2:54                                                   |
| 24.                                                    | „23 lbs. of Eternium”                                  | 2:27                                                   |
| 25.                                                    | „Is This is End?”                                      | 2:05                                                   |
| 26.                                                    | „It Was Him”                                           | 5:49                                                   |
| 27.                                                    | „Lake Baikal”                                          | 2:59                                                   |
| 28.                                                    | „Capes and Corpses”                                    | 1:07                                                   |
| 29.                                                    | „Hawkman's Fate”                                       | 2:10                                                   |
| 30.                                                    | „The JSA Fights Back”                                  | 2:12                                                   |
| 31.                                                    | „A Bad Plan Is a Good Plan”                            | 1:56                                                   |
| 32.                                                    | „Dr. Fate”                                             | 1:20                                                   |
| 33.                                                    | „Prison Break”                                         | 2:35                                                   |
| 34.                                                    | „Wet Rocks”                                            | 0:54                                                   |
| 35.                                                    | „Not a Hero”                                           | 1:22                                                   |
| 36.                                                    | „The Doctor's Destiny”                                 | 0:55                                                   |
| 37.                                                    | „Slave Champion”                                       | 1:27                                                   |
| 38.                                                    | „Legions of Hell”                                      | 2:17                                                   |
| 39.                                                    | „The Man in Black”                                     | 0:46                                                   |
| 40.                                                    | „Adam's Journey”                                       | 3:50                                                   |
| 41.                                                    | „The Justice Society Theme”                            | 5:12                                                   |
| 42.                                                    | „Black Adam Theme”                                     | 4:01                                                   |
| 43.                                                    | „The Justice Society Theme”                            | 3:52                                                   |
|                                                        |                                                        | 1:49:25                                                |

## Wydanie
Światowa premiera filmu Black Adam odbyła się 3 października 2022 w Meksyku. Amerykańska miała miejsce 21 października 2022 roku. Początkowo była ona zapowiedziana na 22 grudnia 2021 roku, jednak wskutek pandemii koronawirusa została ona przesunięta na 29 lipca 2022, a następnie na październik.

## Odbiór
Film spotkał się z mieszaną reakcją krytyków. W serwisie Rotten Tomatoes 40% z 273 recenzji uznano za pozytywne, a średnia ocen wystawionych na ich podstawie wyniosła 5,1 na 10. Na portalu Metacritic średnia ważona ocen z 52 recenzji wyniosła 41 punktów na 100. Według serwisu CinemaScore, zajmującego się mierzeniem atrakcyjności filmów w Stanach Zjednoczonych, publiczność przyznała mu ocenę B+ w skali od F do A+.

## Kontynuacja
W kwietniu 2017 roku Johnson stwierdził, że DC Studios planuje, aby Black Adam i Shazam pojawili się razem w filmie. Henry Cavill, który gra Supermana, powiedział w kwietniu 2018 roku, że istnieją plany, aby Black Adam zmierzył się z Supermanem w przyszłości, choć wierzył, że będzie to miało miejsce po starciu Black Adama i Shazama. Dany Garcia stwierdził w maju 2021 roku, że Johnson i inni producenci mają w planach nakręcić filmów o Black Adamie, a Hiram Garcia powtórzył w lipcu, że istnieje potencjał, aby Cavill i Johnson pojawili się razem jako Superman i Black Adam. W listopadzie Hiram dodał, że mają już zarys przyszłych filmów i spin-offów z udziałem Black Adama i JSA, jednak są one zależne od sukcesu pierwszej części. W październiku 2022 roku Johnson potwierdził przyszłe plany, aby Black Adam walczył z Supermanem oraz Shazamem. Powiedział również, że Black Adam jest pierwszą częścią sekwencji filmów, które rozszerzą franczyzę. W tym samym miesiącu producenci Hiram Garcia i Flynn potwierdzili, że trwają już prace nad sequelem i planowane jest przyspieszenie produkcji.